# ساندرو ألفارو
ساندرو ألفارو (بالإسبانية: Sandro Alfaro)‏ (1971 في كوستاريكا - ) هو مدرب كرة قدم ولاعب كرة قدم كوستاريكي في مركز الدفاع. شارك مع منتخب كوستاريكا لكرة القدم. أما مع النوادي، فقد لعب مع نادي كارتاهينيس ونادي ألاجولينسي ونادي سان كارلوس ونادي هيريديانو ونادي بونتاريناس.

## وصلات خارجية
- ساندرو ألفارو على موقع الاتحاد الدولي (مؤرشف)  (الإنجليزية)
- ساندرو ألفارو على موقع قاعدة بيانات كرة القدم.إي يو (الإنجليزية)
- ساندرو ألفارو على موقع ناشيونال فوتبول تيمز (الإنجليزية)